# Clara Queraltó i Olivé
Clara Queraltó i Olivé (el Pla del Penedès, Alt Penedès, 16 de febrer de 1988) és una filòloga i escriptora catalana, especialitzada en teoria de la literatura. Treballa com a professora de llengua i la literatura catalana a joves. La seva primera obra El que pensen els altres (Proa, 2018), va rebre el Premi Mercè Rodoreda de Contes i Narracions el 2017, amb un jurat format per Francesco Ardolino, Àngel Burgas, Jordi Mir, Sílvia Soler i Àlex Susanna. L'obra consta de divuit contes, molts d'ells curts, on toca diversos temes i fa parlar narradors de diferents generacions. Un dels contes relata l'actuació policial durant el referèndum de l'1 d'octubre de 2017 des del punt de vista d'un antidisturbis. El setembre de 2021 va publicar la seva primera novel·la Et diré R. (Empúries, 2021). El gener de 2022 va col·laborar en el programa de TV3, el Llop, juntament amb Àngel Llàcer i Enric Cambray. Amb l'obra Com el so d'un batec en un micròfon va guanyar el Premi Llibres Anagrama de novel·la de 2024.

## Llibres
- El que pensen els altres (Proa, 2018)
- Et diré R. (Empúries, 2021)
- Xiular en cas d'emergència (Bindi Books, 2023)
- Com el so d'un batec en un micròfon (Editorial Anagrama, 2024)

## Premis i reconeixements
- 2017 - Premi Mercè Rodoreda de Contes i Narracions, per El que pensen els altres
- 2024 - 9è Premi Llibres Anagrama de novel·la, per Com el so d'un batec en un micròfon[5]